# Raymond Radiguet
Raymond Radiguet (18. června 1903 Saint-Maur-des-Fossés – 12. prosince 1923 Paříž) byl francouzský spisovatel.

## Život
Narodil se ve francouzském městě Saint-Maur-des-Fossés nedaleko Paříže. Studoval na Lycée Charlemagne, odkud ale v patnácti letech odešel, aby se mohl živit jako novinář a věnoval se též literatuře.
Vydal dva romány: Ďábel v těle (1923) a Ples u hraběte d´Orgel (1924). Především Ďábel v těle, příběh vdané ženy, která má poměr s šestnáctiletým chlapcem, zatímco její manžel bojuje na frontě první světové války, vzbudil velký ohlas. Za tři měsíce od vydání se prodalo 100 000 výtisků. Román byl patrně částečně autobiografický. Druhý román vyšel až posmrtně.
Napsal též dvě divadelní hry (Les Pelican, Le Gendarme incompris) a čtyři básnické sbírky (Les Joues en feu, Devoirs de vacances, Vers libres, Jeux innocents).
Jeho patronem v literárních kruzích, nakladatelem a blízkým přítelem byl Jean Cocteau, s nímž se seznámil roku 1918. Radiguet zemřel na břišní tyfus jako dvacetiletý.